# USS North Dakota (BB-29)
«Северная Дакота» (англ. USS North Dakota (BB-29)) — второй Линкор США типа «Делавэр». Стал четвёртым дредноутом флота США.
Линкор «Северная Дакота» был заложен на верфи Fore River Shipyard в декабре 1907 года, спущен на воду в ноябре 1909 и введён в состав ВМС США в апреле 1910. Корабль был вооружен пятью двуорудийными башнями с десятью 305-мм орудиями и развивал максимальную скорость в 21 узел (39 км/ч). Северная Дакота был первым кораблем ВМС США, названным в честь 39-го штата.
У «Северной Дакоты» была мирная карьера; в 1914 году линкор участвовал в занятии войсками США Веракруса, но не вёл огня по противнику. После вступления Соединенных Штатов в Первую мировую войну в апреле 1917 года «Северная Дакота» оставался в США. На корабле проходили обучение матросы для быстро растущего военно-морского флота. Линкор оставался на действительной военной службе до начала 1920-х, пока не был списан в ноябре 1923 года в соответствии с Вашингтонским морским соглашением. Впоследствии был преобразован радиоуправляемый корабль-мишень.

## История службы

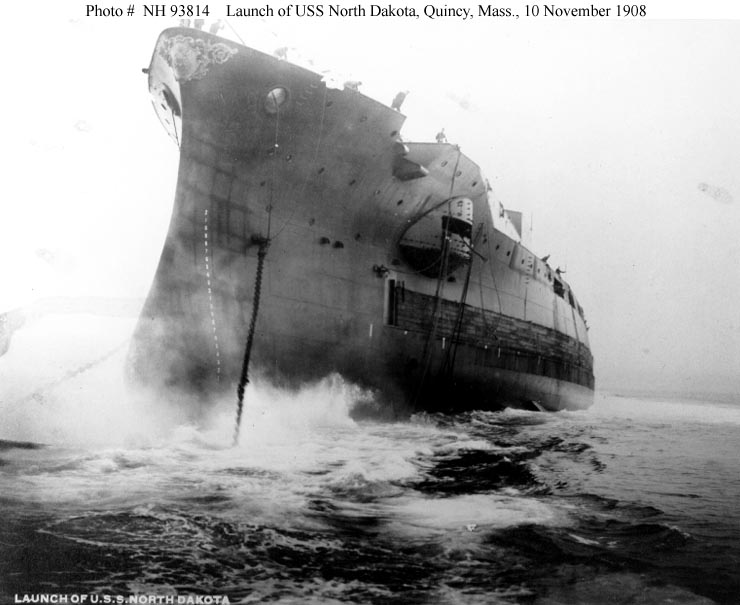
Спуск на воду линкора «Северная Дакота»

«Северной Дакоты» была заложена 16 декабря 1907 года на Fore River Shipyard в Куинси, Массачусетс. Линкор спустили на воду 10 ноября 1909 и ввели в эксплуатацию 11 апреля 1910. Первым командиром корабля был назначен коммандер Чарльз П. Плакетт. 8 сентября 1910 года на корабле произошел взрыв нефтяной цистерны и начался пожар, когда корабль находился в море. Шесть членов экипажа за действия во время пожара получили Медаль почета «за выдающийся героизм при исполнении своих обязанностей».

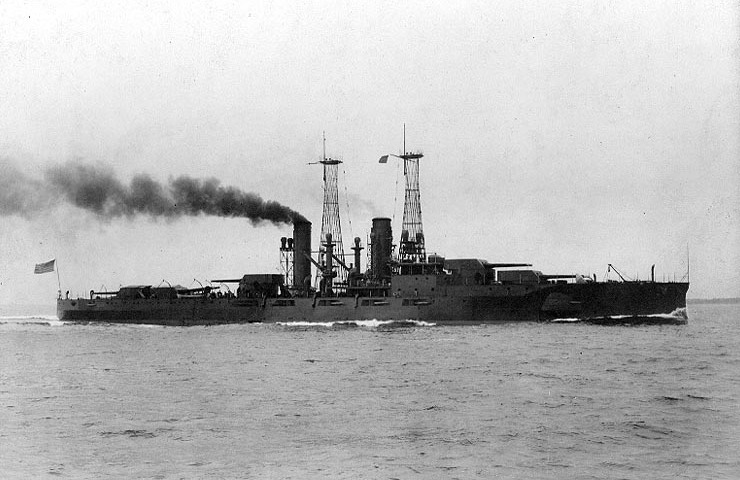
Линкора «Северная Дакота» в 1909

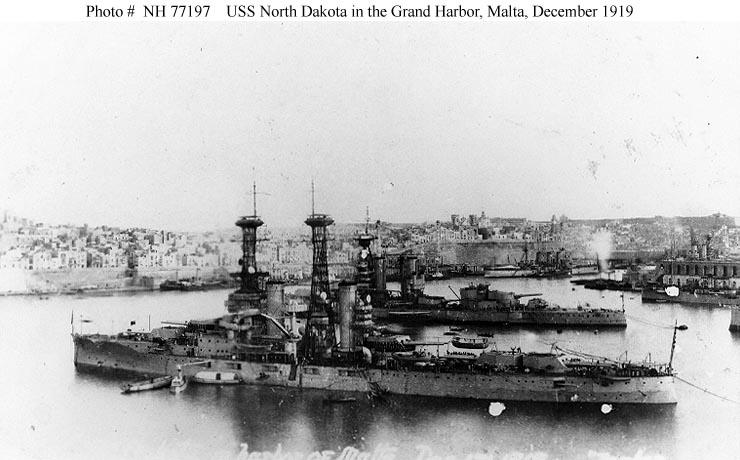
Линкор «Северная Дакота» на Мальте, 1919

После вступления в строй «Северная Дакота» была направлена на Атлантический Флот. Линкор участвовал в боевой подготовке и учениях флота, участвуя в манёврах и артиллерийских учениях в Атлантике и Карибском море. 2 ноября 1910 «Северная Дакота» впервые пересекла Атлантику посетив Великобританию и Францию. Следующей весной участвовал в манёврах в Карибском море. В 1912 и 1913 годах на линкоре проходили обучения кадеты Военно-морского училища. 1 января 1913 линкор присоединился к эскорту британского крейсера HMS Natal, который перевозил тело Уайтлоу Рида, из Великобритании в Соединенные Штаты .

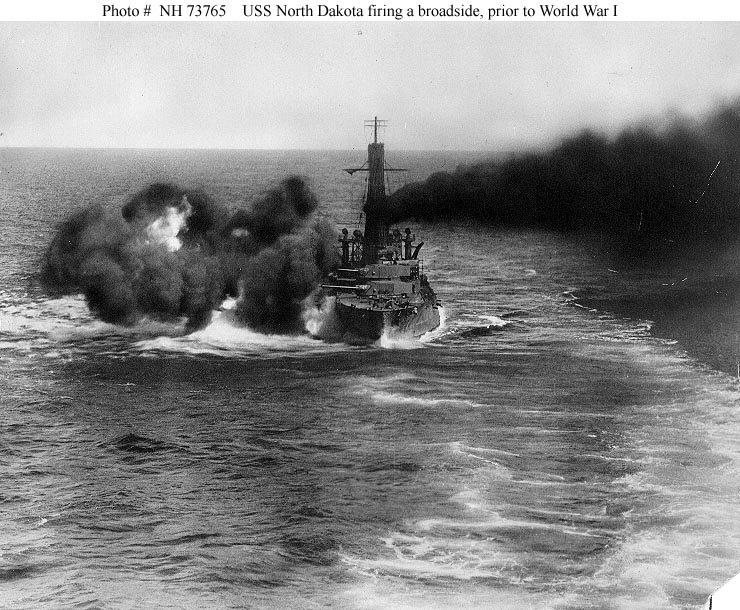
Линкор «Северная Дакота» ведет огонь из орудий ГК

Когда в августе 1914 года началась война в Европе США сохраняли нейтралитет. ВМС США принимали участие во время революционных событий в Мексике. 26 апреля 1914 Северная Дакота прибыл в Веракрус. Спустя пять дней после того, как американские матросы заняли город, Линкор отплыл из Веракруса и совершил поход вдоль побережья Мексики. 16 октября вернулся в Норфолк, штат Вирджиния.

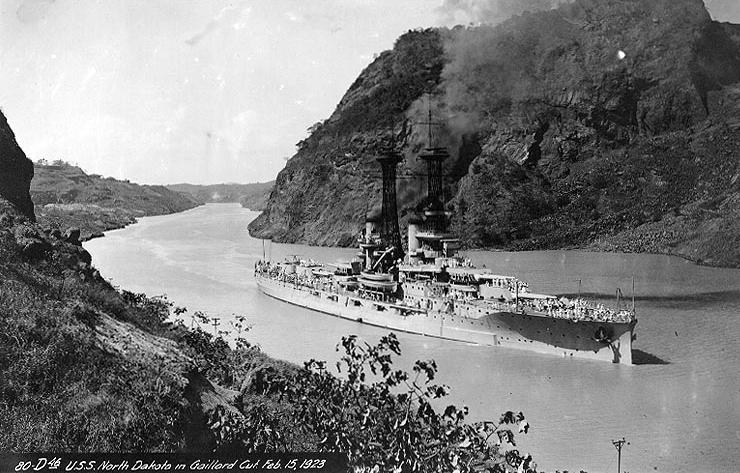
«Норт Дакота» проходит Панамский канал. Февраль 1923 года

Атлантический Флот США проводил интенсивное обучение, готовясь к возможному вступлению в конфликт. Когда Соединенные Штаты объявили войну Германии 6 апреля 1917 года, линкор Северная Дакота проводил боевую подготовку в Чесапикском заливе. В отличие от линкора Делавэр, Северная Дакота оставалась в американских водах и не вела боевых действий во время войны. Она базировалась в Вирджинии и Нью-Йорке, на её борту проходили подготовку и обучение артиллеристы и персонал машинного отделения для быстро растущего военного флота США. Адмирал Хью Родман настоял, чтобы Северная Дакота оставалась в базе, по причине низкой надежности её двигателей. В 1917 году, во время модернизации силовой установки двигатели линкора были заменены новыми ТЗА, также были установлены новые контрольно-измерительные приборы для ведения огня.
13 ноября 1919 Северная Дакота отплыл из Норфолка, неся на борту останки итальянского Посла в Соединенных Штатах. Совершая поход по Средиземному морю линкор посетил Афины, Константинополь, Валенсию и Гибралтар. Весной 1920 года корабль вернулся в Соединенные Штаты и принял участие в масштабных манёврах в Карибском море.
В июле 1921 прошли совместные учения армии и военно-морского флота в которых участвовала Северная Дакота. Во время этих учений самолёты ВВС США провели учебные бомбометания уничтожив бывший немецкий линкор SMS Ostfriesland и крейсер Франкфурт. Северная Дакота вернулся к установленному порядку несения службы в мирное время, совершал учебные манёвры. Летом 1922 и 1923 года произвел учебный поход с курсантами морского училища на борту. Линкор совершил свой последний поход в европейские воды, где посетила Испанию, Шотландию и Скандинавию.
По окончании Первой мировой войны, США Великобритания и Япония начали реализацию грандиозных военно-морских программ строительства флота.
Страны пришли к общему выводу, что новая военно-морская гонка вооружений будет очень обременительна. Для обсуждения ограничения морских вооружений было принято решение созвать Вашингтонскую Военно-морскую Конференцию. В феврале 1922 года было подписано Вашингтонское Военно-морское Соглашение.
В соответствии со II статьей Вашингтонского соглашения, «Северная Дакота» и её систершип «Делавэр» должны были быть списаны, после того как новые линкоры «Колорадо» и «Западная Вирджиния» вступят в строй. «Северная Дакота» была списана 22 ноября 1923 года в соответствии с условиями соглашения.

## Завершение карьеры
Корабль был разоружён и переклассифицирован во вспомогательное судно 29 мая 1924, после чего переоборудован в радиоуправляемый корабль-мишень. Турбины «Северной Дакоты» были демонтированы и позднее использованы на линкоре Невада, при его модернизации в 1930-х. Бывший линкор использовался в качестве корабля-мишени до 1930 года, после чего был заменён линкором Юта.
7 января 1931 Линкор «Северная Дакота» был исключён из Регистра Военных кораблей США и 16 марта 1931 года был продан компании «Union Shipbuilding Co» из Балтимора для разделки на металл.